# Bracht (Dornheim)
Die Bracht ist ein 725,7 m ü. NHN hoher Berg des Sauerlandes in den Nordausläufern des Rothaargebirges. Er liegt bei Dornheim im nordrhein-westfälischen Hochsauerlandkreis.

## Geographie

### Lage
Die Bracht erhebt sich in den Nordausläufern des Rothaargebirges, die sich nördlich an die Hunau (818,5 m) anschließen. Sie befindet sich im Norden des Stadtgebiets von Schmallenberg in dessen Gemarkungen Rarbach und Gellinghausen. Ihr Gipfel liegt 1,6 km südlich von Dornheim, 1,6 km südwestlich von Gellinghausen, 1,9 km nordnordwestlich von Rimberg, 1,5 km nordöstlich von Oberrarbach und 1,9 km südöstlich von Föckinghausen; sie alle sind Ortsteile von Schmallenberg.

### Naturräumliche Zuordnung
Die Bracht gehört in der naturräumlichen Haupteinheitengruppe Süderbergland (Nr. 33), in der Haupteinheit Rothaargebirge (mit Hochsauerland) (333) und in der Untereinheit Winterberger Hochland (333.5) zum Naturraum Hunau (333.55). Nach Norden fällt die Landschaft in den zur Untereinheit Hochsauerländer Schluchtgebirge (333.8) zählenden Naturraum Bödefelder Mulde (333.80) ab.

### Fließgewässer und Valme-Henne-Wasserscheide
Über die Bracht verläuft die Wasserscheide zwischen der Valme im Osten und der Henne im Westen. Das Wasser der Rinnsale, die auf ihrer Ostflanke quellen, erreicht durch die Brabecke (Gellinghauser Bach) die Valme, die in Bestwig in die Ruhr mündet. Auf der Nordflanke des Berges entspringt die Doorne (Dornheimer Bach), die von der auf der Nordostflanke quellenden Gelmecke gespeist wird; ihr Wasser mündet in den Henne-Zufluss Kleine Henne. Auf der Südflanke entspringt der Askaysiepen und auf der Westflanke der Geilenschlahbach, die beide den Gengenabach (Gengenasiepen) speisen. Dessen Wasser erreicht durch den Rarbach die Henne, die in Meschede in die Ruhr mündet.

## Sonstiges
Die Bracht ist vorwiegend mit Fichten bewaldet und wird forstwirtschaftlich genutzt. Ihre kegelförmige Gestalt hebt sich von der Umgebung ab und macht sie zu einer Orientierungshilfe. Während der Gipfel touristisch nicht erschlossen ist, verläuft am Westhang des Berges der Schieferweg des Sauerländischen Gebirgsvereins. Auf der Ostflanke befinden sich zwei Skilifte mit -pisten.